# 4149 Гаррісон
4149 Гаррісон (4149 Harrison) — астероїд головного поясу, відкритий 9 березня 1984 року Брайяном Скіфом на станція Андерсон Меса Ловельської Обсерваторії. Названий на честь екс-Beatles Сера Джорджа Харрісона.
Тіссеранів параметр щодо Юпітера — 3,337.

## Дивись також
- 8749 Бітлз
- 4147 Леннон
- 4148 Маккартні
- 4150 Старр